# L’Herm
L’Herm (Okzitanisch: L’Èrm) ist eine französische Gemeinde mit 189 Einwohnern (Stand: 1. Januar 2022) im Département Ariège in der Region Okzitanien; sie gehört zum Arrondissement Foix und ist Mitglied im Gemeindeverband L’Agglo Foix-Varilhes. Die Einwohner werden L’Hermois und L’Hermoises genannt.

## Geografie

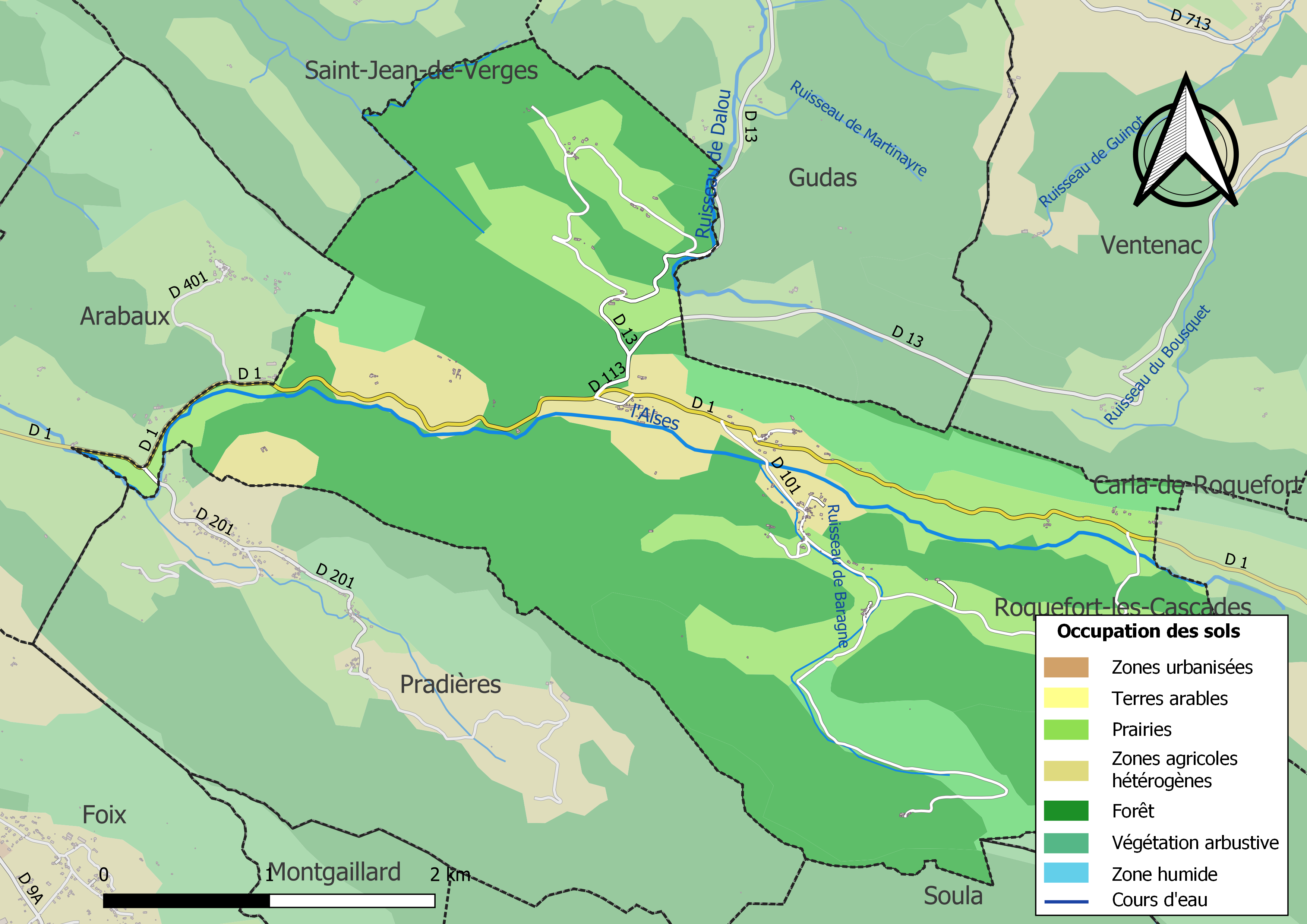
Bodennutzung, Hydrografie und Infrastruktur der Gemeinde

Die Gemeinde ist historisch und kulturell Teil des Pays de Foix und liegt etwa sieben Kilometer ostnordöstlich von Foix sowie etwa 72 Kilometer südsüdöstlich von Toulouse am Fuß des Plantaurel-Massivs. L’Herm befindet sich im Einzugsgebiet der Garonne und wird vom Flüsschen Alses, einem Nebenfluss der Ariège, entwässert, außerdem vom Ruisseau de Dalou, vom Ruisseau de Baragne und von verschiedenen kleineren Bächen. Das Gemeindegebiet ist Teil des Natura 2000-Schutzgebiets „pechs de Foix, Soula et Roquefixade, grotte de l’Herm“ und von vier ZNIEFF-Naturgebieten. Fast drei Viertel der Fläche der Gemeinde sind bewaldet oder naturbelassen, knapp 20 % sind von Grünland bedeckt.
Umgeben wird L’Herm von den Nachbargemeinden Gudas im Norden, Ventenac im Nordosten, Roquefort-les-Cascades im Osten, Leychert im Südosten, Soula im Süden, Pradières im Südwesten, Arabaux im Westen sowie Saint-Jean-de-Verges im Nordwesten.

## Geschichte
Das Schloss besteht spätestens seit 1357. Damals belagerten bewaffnete Bürger von Foix den Grafen von Mirepoix, der sich im Schloss L’Herm verschanzt hatte. Eine heute verschwundene Kirche Saint-Martin im Weiler Mon(t)laur wird 1551 erwähnt. In den Hugenottenkriegen kommt es 1581 in L’Herm zu heftigen Kämpfen zwischen Katholiken und Hugenotten. Im Mittelalter lag der Ort innerhalb der Grafschaft Foix, die von 1607 bis zur Französischen Revolution eine Krondomäne des Königs von Frankreich war. Die Gemeinde gehörte von 1793 bis 1801 zum District Tarascon. Zudem lag L’Herm von 1793 bis 1984 im Kanton Foix und von 1984 bis 2015 innerhalb des Kantons Foix-Rural. Die Gemeinde ist seit 1801 dem Arrondissement Foix zugeteilt. Spanische Republikaner, die die Résistance unterstützten, hatten 1944 ihren Stützpunkt am Col de Py. Von dort aus bekämpften sie die deutsche Wehrmacht. Zwischen 1790 und 1794 vereinigten sich die Weiler der bisherigen Gemeinde L’Herm mit den Gemeinden La Bastide de L’Herm (heute La Bastide) und Montlaur (heute Monlaur) zur Gemeinde in heutigem Umfang. 

## Bevölkerungsentwicklung
| Jahr                       | 1962 | 1968 | 1975 | 1982 | 1990 | 1999 | 2006 | 2013 | 2020 |
| Einwohner                  | 117  | 107  | 115  | 137  | 170  | 177  | 176  | 217  | 194  |
| Quellen: Cassini und INSEE |      |      |      |      |      |      |      |      |      |

## Sehenswürdigkeiten
- Kirche Saint-Barthélemy
- Höhle mit Überresten von Tierknochen (Bären, Hyänen, Löwen, Flusspferde); derzeit für die Öffentlichkeit nicht zugänglich
- Denkmal für die Gefallenen[2]
- Ein Wegkreuz